# Кейді Баре
Кейді Баре (алб. Keidi Bare, нар. 28 серпня 1997, Фієрі, Албанія) — албанський футболіст, атакувальний півзахисник іспанського клубу «Сарагоса» та національної збірної Албанії.

## Ігрова кар'єра

### Клубна
Кейді Баре є вихованцем албанського клубу «Аполонія», в якому і дебютував на професійному рівні.
У 2016 році футболіст остаточно перебрався до Іспанії, де він проходив вишкіл в академії мадридського «Атлетіко». Та в першій команді Баре так і не з'явився, провівши два сезони у другій команді «Атлетіко Мадрид Б».
У серпні 2018 року Баре приєднався до «Малаги» і перший сезон провів у резервній команді клубу у Третьому дивізіоні. Та вже у листопаді Баре дебютував у першій команді.
У вересні 2020 року Кейді Баре уклав чотирирічну угоду з клубом «Еспаньйол».
26 липня 2024 року на правах вільного агента перейшов до «Сарагоси», підписавши контракт на три роки.

### Збірна
Кейді Баре пройшов шлях від юнацьких збірних Албанії до молодіжної збірної. 26 березня 2018 року у товариському матчі проти команди Норвегії Баре дебютував у національній збірній Албанії.